# Shawn Mendes
Shawn Peter Raul Mendes (angleška izgovorjava /ˈmɛndɛz/),  kanadski pop pevec in tekstopisec, * 8 avgust 1998., Toronto, Ontario, Kanada.

## Otroštvo
Njegova mati je Britanka, oče pa Portugalec. Ima še mlajšo sestro Aaliyah. V osnovni šoli je treniral hokej in nogomet. Izhaja iz verne družine, ki je tudi vplivala na njegova besedila.

## Nagrade
Je prejemnik dveh ameriških glasbenih nagrad (AMA) in Billboardove nagrade za izvajalca leta. Zmagal je v več kot desetih kategorijah na MTV Europe Music Awards, ki jih podeljuje glasbena televizija MTV.
Od leta 2016 je vedno izbran za najboljšega izvajalca po mnenju Nickelodeona (otroške televizije).

## Diskografija

### Albumi
- Handwritten (2015)
- Illuminate (2016)
- Shawn Mendes (2018)
- Wonder (2020)
- Shawn (2024)

### Singli
- Life Of The Party (2014)
- Something Big (2014)
- Stitches (2015)
- Ruin (2015)
- Running Low (2015)
- This Is What It Takes (2015)
- Crazy (2015)
- Air (2015)
- A Little Too Much (2015)
- Kid In Love (2015)
- Never Be Alone (2016)
- Roses (2016)
- Don't be a fool (2016)
- Bad reputation (2016)
- I Know What You Did Last Summer (2015)
- Treat You Better (2016)
- Mercy (2016)
- There's Nothing Holding Me Back (2017)
- In My Blood (2018)
- Lost in Japan (2018)
- Nervous (2018)
- Youth (duet z Kalidom) (2018)
- Mutual (2018)
- Lost in Japan  (2018)
- Because I Had You (2018)
- If I Can’t Have You (2019)
- Wonder (2020)